# Richard Price
Pour les articles homonymes, voir Richard Price (homonymie) et Price.
Richard Price (23 février 1723, Glamorgan – 19 avril 1791, Newington Green) est un pasteur, pamphlétaire, moraliste, philosophe, mathématicien et économiste gallois.
Richard Price est également un ardent défenseur de la cause américaine puis de la Révolution française en Angleterre où il participe à la London Revolution Society.
En 1763, deux ans après la mort de son ami le révérend Thomas Bayes, l’un des pères fondateurs de la probabilité, il fait publier une lettre intitulée « An Essay towards solving a Problem in the Doctrine of Chances » dans les Philosophical Transactions of the Royal Society of London.

## Biographie

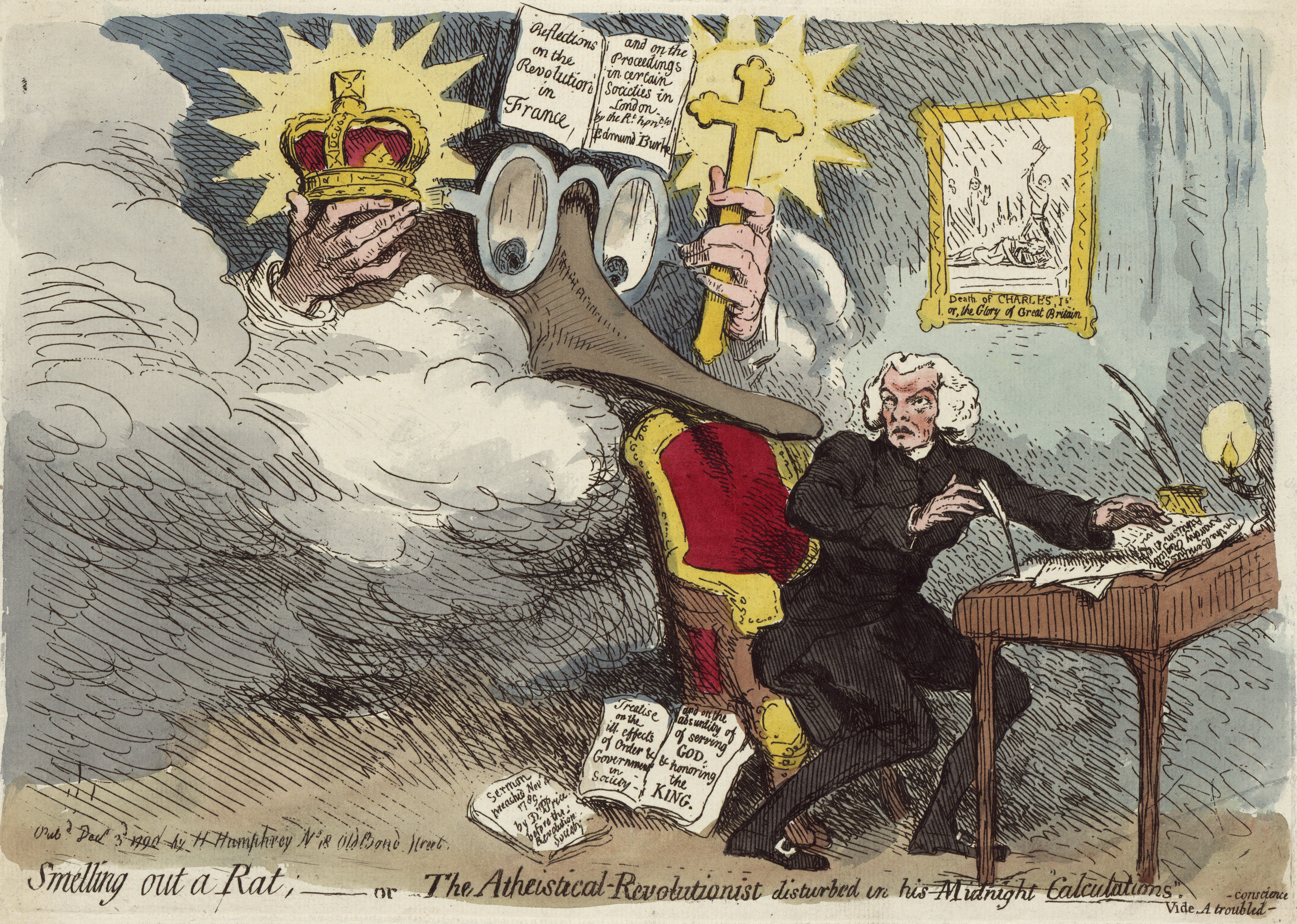
Smelling out a rat : or the atheistical-revolutionist disturbed in his midnight calculations., James Gillray, 1790. Sur cette caricature de James Gillray, on voit Richard Price à son bureau et la tête d'Edmund Burke qui surgit derrière son épaule en brandissant son ouvrage Réflexions sur la Révolution de France.

Après avoir grandi au pays de Galles, Price s’installe, à la mort de son père, alors qu'il n'a que 16 ans, à Londres, où c'est son oncle qui poursuit son éducation. Comme son ami Thomas Bayes, il appartient à une famille non-conformiste. Il a sans doute rencontré Bayes en fréquentant l'académie non-conformiste de Tenter Alley à Moorfields où il suit l'enseignement de John Eames.
À sa mort en avril 1761, Thomas Bayes laisse à Richard Price la somme de 100 £ et ses articles non terminés. C'est Richard Price qui décide de publier l'article « An Essay towards solving a Problem in the Doctrine of Chance » et de l'envoyer à la Royal Society deux ans plus tard.
Price devient membre de la Royal Society en décembre 1765.
Lors de la Guerre d'indépendance américaine, il s'engage dans la cause des insurgés américains, et devient le plus connu de leurs défenseurs.
À sa mort, il est inhumé au cimetière des non-conformistes de Bunhill Fields dans le borough londonien d'Islington, tout près de la tombe de Thomas Bayes.

## Contribution
D'après Martyn Hooper, il est probable que Richard Price ait lui-même contribué à la rédaction de l'article « An Essay towards solving a Problem in the Doctrine of Chance » et qu'il soit ainsi, avec Thomas Bayes, l'auteur du théorème connu sous le nom de théorème de Bayes. Cette erreur d'attribution serait une application de la loi d'éponymie de Stigler selon laquelle les découvertes scientifiques sont rarement attribuées à leur premier auteur,.
Price est le premier à avoir établi un lien entre la Glorieuse Révolution de 1688, la Révolution américaine et la Révolution française, idée qu'il présente le 4 novembre 1789 devant un club politique, la Revolution society.

## Publications

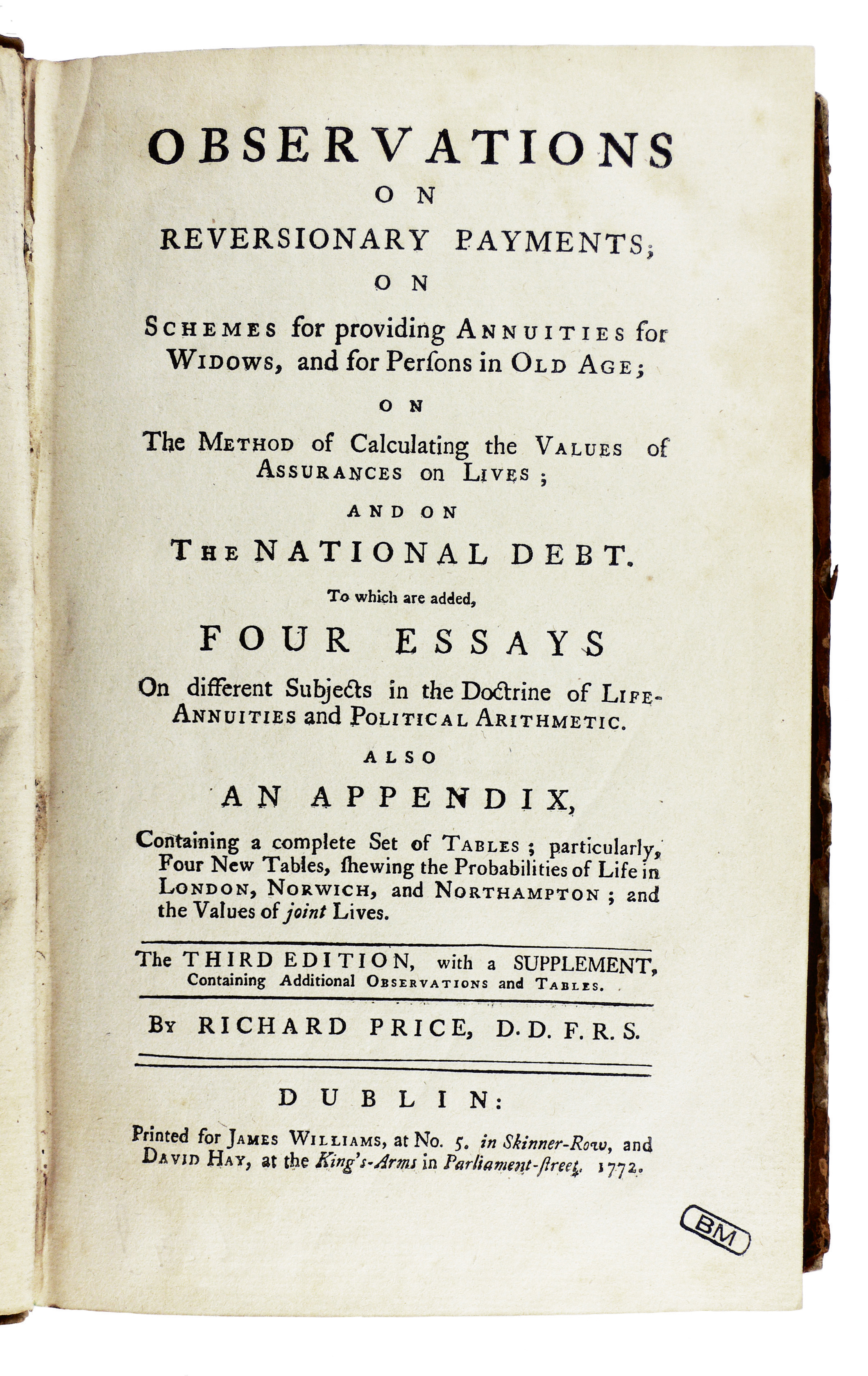
Observations on reversionary payments, 1772.

- A Review of the Principal Questions in Morals, 1757
- (en) Thomas Bayes et Richard Price, « An Essay towards Solving a Problem in the Doctrine of Chances. By the Late Rev. Mr. Bayes, F. R. S. Communicated by Mr. Price, in a Letter to John Canton, A. M. F. R. S. », Phil. Trans., vol. 53,‎ 1er janvier 1763, p. 370-418 (DOI 10.1098/rstl.1763.0053)
- (en) Richard Price, « A demonstration of the second rule in the essay towards the solution of a problem in the doctrines of chances », Philosophical Transactions, vol. 54,‎ 1964, p. 296-325
- Observations on the Nature of Civil Liberty, the Principles of Government, and the Justice and Policy of the War with America, 1776
- Essay on the Population of England, 1780
- Observations on the importance of the American Revolution, 1784
- A Discourse on the Love of Our Country, 1789

## Distinctions
- 1781 : Diplôme honorifique de l'université Yale[4].